# Ivan II., knez Lihtenštajna
Ivan II., knez Lihtenštajna (Eisgrub, 5. listopada 1840. – Valtice, 11. veljače 1929.), dvanaesti knez Lihtenštajna. Njegova vladavina od 70 godina i 90 dana je druga najduža vladavina u europskoj kraljevskoj povijesti; duže je vladao samo Luj XIV.

## Životopis
Ivan II. je bio stariji sin kneza Alojza II. i grofice Franciske Kinsky. U mladosti je studirao prirodne znanosti i povijest umjetnosti u Bonnu I Karlsruheu. Na prijestolje dolazi s 18 godina, nakon smrti oca 12. studenog 1858.
Za vrijeme njegove vladavine Lihtenštajn je napustio Njemački savez (1866.). Nedugo nakon toga, ukinuta je vojska Lihtenštajna jer je njeno održavanje smatrano nepotrebnim troškom. Nakon Prvog svjetskog rata, Ivan II. je odobrio novi ustav (1921.). Ustav je ostao važeći do danas, s nekim izmjenama, osobito 2003. godine. Lihtenštajn je bio neutralan za vrijeme Prvog svjetskog rata te je zbog rata prestao postojati savez između Kneževine Lihtenštajn i Austro-Ugarske pa se Lihtenštajn počeo približavati Švicarskoj. Godine 1924. je švicarski franak postao službena valuta Lihtenštajna, a sa Švicarskom je sklopljena carinska unija. U razdoblju od 1905. do 1920. proširen je i obnovljen Dvorac u Vaduzu, službeno sjedište lihtenštajnskih knezova.
Ivan II. je značajno proširio lihtenštajnsku kneževsku zbirku knjiga. Nikada se nije ženio te nije imao djece. Umro je u Valticama, 11. veljače 1929. Pokopan je kao i ostatak svojih prethodnika u Crkvi Rođenja Blažene Djevice Marije u Brnu, Češka. Naslijedio ga je njegov mlađi brat Franjo I.

## Vanjske poveznice

### Mrežna sjedišta
- (engl.) Životopis na stranicama Kneževske obitelji Liechtenstein

### Sestrinski projekti
|  | Zajednički poslužitelj ima još gradiva o temi Ivan II., knez Lihtenštajna |